# Безумие: Признания некрофила
Безумие: Признания некрофила (англ. Deranged) — американский психологический фильм ужасов, снятый в 1974 году режиссёрами Джеффом Гилленом и Аланом Ормсби. Фильм основан на преступлениях Эда Гина.
Премьера фильма состоялась в кинотеатрах Лос-Анджелеса 20 марта, 1974 года.
Фильм исчез после его премьеры в 1974 году, и долгое время считался утерянным; однако, его копия была найдена в середине 90-х годов во Флориде и был выпущен на видео продюсерской компанией Metro-Goldwyn-Mayer.

## Сюжет
Сюжет фильма основан на истории печально знаменитого маньяка-некрофила Эда Гина.
Немолодой аутичный мужчина Эзра Кобб живёт со своей старой матерью Амандой на ферме в сельской местности Среднего Запада. Воспитанный в строгости Эзра обожает свою мамочку, а та души не чает в сыночке, который всю жизнь помогал ей управлять фермой, а теперь, после того как её разбил паралич, всячески заботится о беспомощной старухе. Будучи религиозной фанатичкой, мамаша Кобб с детства внушала сыну ненависть к женщинам, которые все суть лишь вместилища греха и разносчики болезней. Умирая, Аманда всячески предостерегает Эзру от общения с женщинами, которые, как она уверена, обязательно будут соблазнять его с целью завладеть его деньгами и имуществом. После смерти мамы Эз Кобб остаётся один, бросает работу на ферме и живёт подёнными заработками, медленно, но верно сходя с ума. Не в силах принять смерть обожаемой мамочки, Эзра часто посещает её могилу и пишет ей длинные письма, а дома обустраивает всё так, будто мама лишь ненадолго уехала и скоро вернётся к нему.
Через год его безумие достигает такого предела, что Кобб начинает разговаривать с мамой, сам себе отвечая за неё. В конце концов, когда воображаемая мамочка требует вернуть её домой, Эзра отправляется на кладбище и выкапывает её из могилы.
Уложив разложившийся труп в мамину постель, Кобб озабочен тем, чтобы придать мамочке надлежащий вид и восстановить плоть на костях. После экспериментов с рыбьей кожей и воском Эзра приходит к выводу, что лучше всего для его цели подойдёт настоящая человеческая кожа. Так Эз Кобб становится серийным грабителем могил, похищая женские трупы уже не только для того, чтобы восстанавливать тело мамы, но и чтобы создавать жуткую компанию мёртвых подруг, а также разнообразные предметы для украшения интерьера, чтобы мамочке не было скучно.
Тем временем друзья Кобба, супружеская чета Гарлон и Дженни Куцы, беспокоясь за Эзру, ведущего себя всё более странно, уговаривают его найти себе женщину и жениться, чтобы не страдать от одиночества. Эз решает обратиться к некой Морин Селби, подруге молодости Аманды, о которой та перед смертью отзывалась как о единственной женщине, достойной его доверия, потому что она толстая и добродетельная. Встреча с Морин Селби, чокнутой вдовой, помешанной на шоколадных конфетках и проводящей спиритические сеансы, вызывая дух покойного мужа, окончательно изменит жизнь Эза Кобба, превратив его из грабителя могил в серийного убийцу...

## В ролях
- Робертс Блоссом — Эзра Кобб
- Козетт Ли — Аманда Кобб
- Лесли Карлсон — Том Симмс
- Роберт Уорнер — Гарлон Куц
- Марша Даймонд — Дженни Куц
- Брайан Смигл — Брэд Куц
- Арлин Джиллен — мисс Джонсон
- Роберт Макхеди — шериф
- Мэриан Уолдман — Морин Селби
- Джек Мэтер — пьяный
- Мики Мур — Мэри Рэнсам
- Пат Орр — Салли Мэй

## Производство

### Съёмки
Снимался с февраля по март 1973 год в городе Ошава, с бюджетом 200 000 долларов.

## Релиз

### Цензура
Для того чтобы получить прокатный рейтинг R от Американской ассоциации кинематографистов (MPAA) несколько сцен были сокращены, либо вырезаны.
Среди них были расширенная сцена убийств с участием Мэри, а также затяжная сцена вскрытия, в которой Эзра калечит труп.

### Кинотеатральный релиз
Фильм был выпущен в Лос-Анджелеских кинотеатрах дистрибьютором «American International Pictures» 20 марта, 1974 года.

### Судьба
После выхода фильма на экранах он считался долгое время утерянным, так как на видео никогда не выпускался.
Его копия была найдена в середине 1990-х во Флориде, и был выпущен в 2002 году на DVD продюсерской компанией «Metro-Goldwyn-Mayer».